# Törnrosen
Törnrosen är ett delområde beläget i Rosengård, Malmö. Det ligger mellan Kontinentalbanan och Västra Kattarpsvägen, söder om Amiralsgatan.
Zlatan Ibrahimović växte upp i området.

## Historia
Törnrosen kallas även för Gamla Rosengården. Området var den första etappen i stadsdelen Rosengård.
Stadsplanen utformades av Thorsten Roos och Bror Thornberg i samarbete med stadsplanechefen i Malmö Gabriel Winge i början av 1960-talet. Byggstart skedde 1962 och alla husen var färdiga 1965. Planen föreskrev 20 flerbostadshus i tre, fem, sju och nio våningar samt en butiksbyggnad. Stor vikt lades vid utemiljöns utformning. Man fokuserade på att bygga lekplatser för barn i olika åldrar, sittmöjligheter och variationsrika gångvägar som präglade det genomtänkta förslaget. Redan under planeringsskedet beslutade man att satsa på offentlig konst och därför anlitades etablerade konstnärer som Edvin Öhrström, Jörgen Fogelquist och C O Hultén.

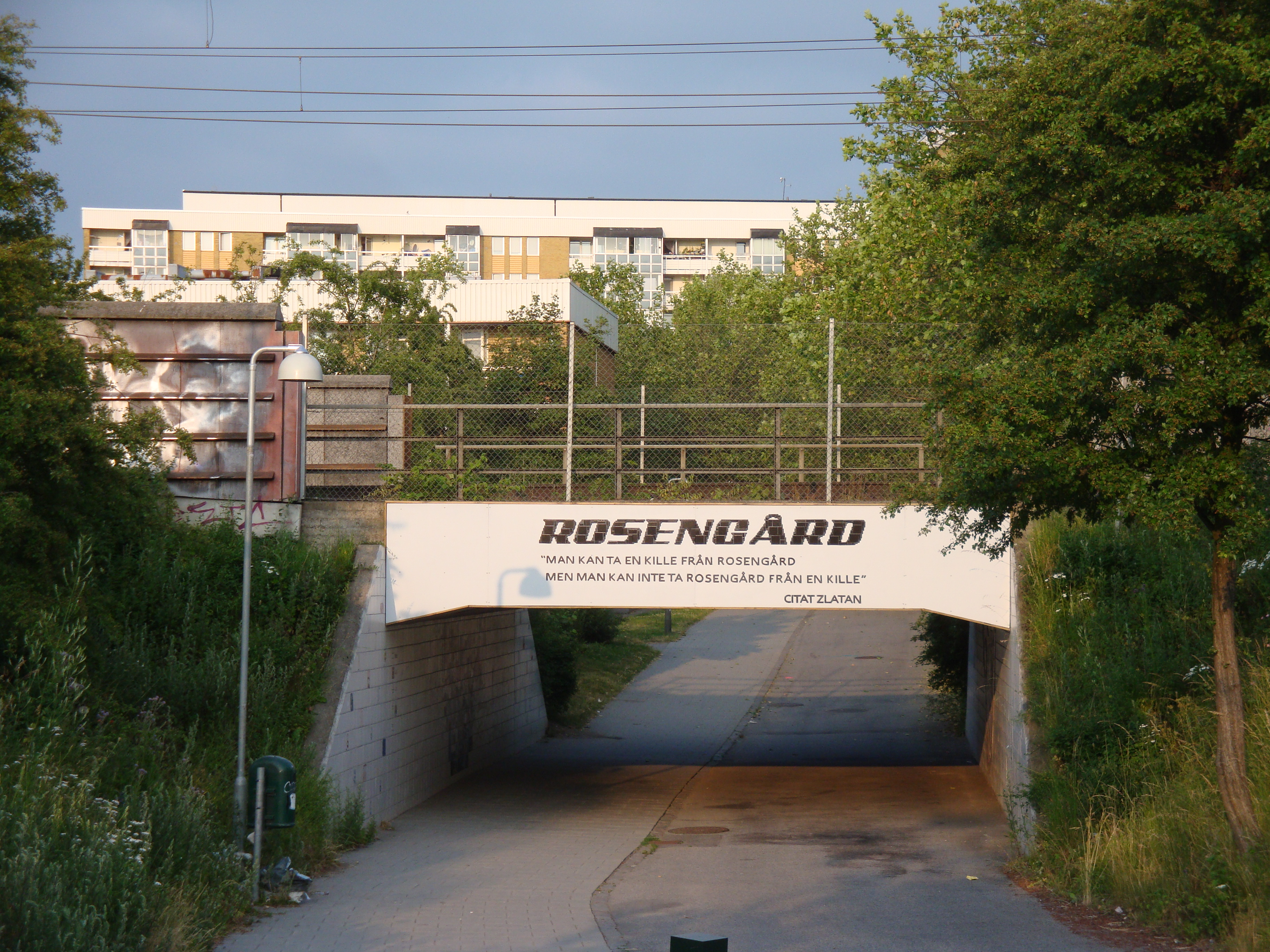
Gång- och cykeltunnel under kontinentalbanan till Törnrosen med Zlatancitat

## Bostäder och boende
Ursprungligen byggdes 1 200 lägenheter men efter lägenhetssammanslagningar på 1980-talet finns numera 1 000 bostäder tillhörande Rosengård Fastighets AB. Husen består av lägenheter med två-fyra rum och kök. Området har en stadsplan vars rumsliga struktur skiljer sig tydligt från de delar av Rosengård som byggdes senare. Tre-, sju- och niovåningshusen är placerade så att skalan inom området gradvis ökar mot mitten. De har grupperats efter två olika rätvinkliga system. Det ena följer väderstrecken och består av loftgångshus. Det andra följer de omgivande gatorna och består av lamellhus.
Lamellhusen är klädda med gult tegel och har platta tak med en bred skyddskant. Balkongerna är indragna och har fronter i plåt. Entréerna har skärmtak och trapphusets fönster har bröstningar i plåt.
Loftgångshusen är fem våningar och har gula tegelgavlar. Balkongerna är klädda i vit och blå plåt.

## Trafik
Törnrosens trafik separeras av tre säckgator in mot bostadsområdet. Dessa är Cronmans väg i norr, Hårds väg i söder samt Bennets väg som går till områdets centrum. Inom bostadskvarteren finns dock enbart cykel- och gångvägar. Törnrosen har även Rosengårds station belägen norrut samt busshållplatser.

## Service
Till skillnad från övriga delar av Rosengård fanns ett visst kommersiellt serviceutbud inom Törnrosen. Efter färdigbyggandet av husen byggdes en snabbköpsbutik, en textilaffär, en herr- och en damfrisör, Rosengårds folkets hus och en stor livsmedelsbutik. Mittemot finns vårdcentralen inrymd i ett ombyggt loftgångshus. I områdets södra utkant ligger Värner Rydénskolan (1-9). Här finns tre förskolor: Törnrosens, Sparvens och föräldrakooperativet Nyponrosen.
Livsmedelshallen låg på Bennets väg 13 och hade plats för två konkurrerande matbutiker vilka inledningsvis kom att bli en kooperativ butik från Konsumentföreningen Solidar och en privathandlare, Ica-butiken Orups. Det var då Orups andra butik och Solidars 235:e butik. Båda butikerna öppnade i september 1964, Orups den 3 och Solidar den 10. Hugo Orup sålde Ica-butiken 1976 och den bytte senare namn till Rosengårdsfavoriten. Solidar blev Konsum några år efter öppnandet. Den 8 september 1982 lades Konsum ner och kunderna hänvisades till Domus i Rosengård Centrum. Även efter att Ica lagt ner kallades byggnaden ofta för Ica.
I livsmedelhallens källare hade MKB en festsal. År 1982 bestämdes det att källarlokalen istället skulle bli ett Folkets hus för Rosengård. Invigningen skedde den 19 november 1982. Under 2005 gjordes Folkets hus-lokalen till ungdomshuset Streetsmart Rosengård som drevs av hipkollektivet Blackline med MKB och stadsdelförvaltningen. Streetsmart öppnade i december 2005. I januari 2010 öppnade kommunen ungdomscentrumet "Bricks" i källarlokalen.
Våren 2022 revs livsmedelshallen på Bennets väg 13. Ambitionen var att bebygga den som en av projektet Culture Casbah, även om det då inte var fastställt hur det skulle se ut.